# Trentepohlia longisetosa
Trentepohlia longisetosa är en tvåvingeart som beskrevs av Alexander 1936. Trentepohlia longisetosa ingår i släktet Trentepohlia och familjen småharkrankar. Inga underarter finns listade i Catalogue of Life.